# Uplace
Uplace is een projectontwikkelaar en heeft zijn kantoren in het Kasteel van Bever in Strombeek-Bever. De ontwikkelaar, waarvan ondernemer Bart Verhaeghe voorzitter is, focust op stadsvernieuwingsprojecten. Het bedrijf werd opgericht in 2006. Aandeelhouders zijn Bart Verhaeghe, Luc Verelst en Jan Van Lancker (tevens CEO).
Uplace werkt onder meer aan een reconversieproject in Machelen, onder het viaduct van Vilvoorde, in een voormalige industriezone. De plannen van het verguisde Uplace-complex maakten na een jarenlange procedureslag plaats voor het Broeklin-project, dat in september 2024 een definitieve omgevingsvergunning kreeg.
In Dendermonde werkt Uplace aan het project Hof Van Saeys.

## Historiek: brownfieldconvenant
Op 6 augustus 2007, kort na de inwerkingtreding van het decreet dat brownfieldconvenanten regelt, deed de Vlaamse Regering een oproep voor projecten voor dit gebied. Op 20 december 2007 diende Uplace een aanvraag in.
Onderhandelingen in 2009 mondden uit in het brownfieldconvenant "35. Uplace Machelen", gesloten tussen het Vlaams Gewest, Uplace, de gemeente Machelen en OVAM. De Vlaamse Regering keurde dit convenant goed in mei 2009, op de laatste ministerraad van de regering-Peeters I, even voor de verkiezingen in juni 2009.
Het project op de site van 12,5 ha werd geselecteerd als de trekker voor een reconversiegebied van in totaal 250 ha, dat onder meer de vroegere Renault-fabrieken onder het viaduct van Vilvoorde omvat. Er werden onder meer winkels, kantoren, restaurants, een fitness en wellness, een klassehotel, een binnenspeeltuin, een bioscoop en theater voorzien. Het totale project omvatte 190.000 m², waarvan één derde aan winkelruimte (55.000m²) en zou rond de 600 miljoen euro kosten.
Naast de ondersteuning via dit convenant zou de uitvoering van het project de Vlaamse overheid zo'n 60 miljoen euro kosten. Het ging grotendeels om aanpassingen aan het openbare wegennet, zoals de op- en afritten en een voetgangersbrug. Daarnaast was er de kost voor pendelbussen die De Lijn zou inleggen naar Uplace.

## Uplace-project
Naast vergunningen voor Uplace zelf moest ook het betreffende Gewestelijk Ruimtelijk Uitvoeringsplan (GRUP) goedgekeurd zijn door de Vlaamse regering, namelijk het GRUP "Afbakening van het Vlaams Strategisch Gebied rond Brussel en aansluitende open ruimtegebieden - cluster C3 Reconversiegebied Vilvoorde-Machelen".

### Eerste GRUP en bouwvergunning
In september 2011 weigerde de deputatie van de provincie Vlaams-Brabant zowel de milieuvergunning als de bouwvergunning voor Uplace.
In tweede instantie werd op 28 oktober 2011 de bouwvergunning voor Uplace door Vlaams minister van Ruimtelijke Ordening Philippe Muyters uitgereikt. Parallel stelde ook de Vlaamse regering het GRUP definitief vast op 16 december 2011, maar de Raad van State vernietigde dit op 17 juni 2014. In december 2011 tekenden de verschillende tegenstanders beroep aan tegen de bouwvergunning bij de Raad voor Vergunningsbetwistingen. Dit rechtscollege deed geen uitspraak zolang er geen duidelijkheid was over het GRUP en de milieuvergunning. Op 5 juli 2016 vernietigde de Raad uiteindelijk de bouwvergunning van 28 oktober 2011.

### Milieuvergunning
Op 30 mei 2012 kreeg Uplace ook de milieuvergunning van Vlaamse minister van Leefmilieu Joke Schauvliege, waardoor het project op dat moment volledig vergund was.
Op 18 december 2012 schorste de Raad van State de milieuvergunning, en op 28 mei 2014 vernietigde de Raad van State uiteindelijk deze vergunning. De Raad oordeelde dat de Vlaamse Regering zich niet onpartijdig kon uitspreken wegens het eerder gesloten brownfieldconvenant. Uplace en het Vlaams Gewest vochten de bevoegdheid van de Raad van State aan bij het Hof van Cassatie, maar dat oordeelde in februari 2015 dat de Raad van State wel degelijk bevoegd is de vergunning te vernietigen. Het brownfieldconvenant werd herzien in 2015 en op 23 juni 2016 reikte Minister van Omgeving Joke Schauvliege een nieuwe milieuvergunning uit, nadat ook het nieuwe GRUP was goedgekeurd. De nieuwe milieuvergunning is echter pas van kracht wanneer ook de stedenbouwkundige vergunning wordt afgeleverd. Enkele weken later werd deze bouwvergunning (gebaseerd op het oude GRUP) echter vernietigd, na eerder geschorst te zijn.

### Nieuwe GRUP en vergunningen
De ruimtelijke uitvoeringsplannen werden herzien en op 13 februari 2015 werd het GRUP voorlopig vastgesteld, waarna een openbaar onderzoek startte. In december 2015 werd het GRUP goedgekeurd door de Vlaamse regering. In januari 2016 volgde dan het advies van de Raad van State, dat ernstige bezwaren had bij de nieuwe ruimtelijke plannen. Op 22 januari 2016 keurde de Vlaamse regering het definitieve GRUP goed met aangepaste mobiliteitsvoorwaarden. De steden Vilvoorde, Leuven, en enkele Mechelse partijen en handelaars trokken opnieuw naar de Raad van State tegen het GRUP. In juni 2016 werd de eerder vernietigde milieuvergunning hernieuwd. Ook tegen deze nieuwe milieuvergunning werd in beroep gegaan bij de Raad van State. Eind maart 2017 schorste de Raad de milieuvergunning.
Na de vernietiging in juli 2016 van de bouwvergunning uit 2011 gebaseerd op het eerste GRUP, diende Uplace dezelfde maand nog een nieuwe aanvraag voor een bouwvergunning in, gebaseerd op het nieuwe GRUP uit januari 2016. Eind december 2016 werd de bouwvergunning toegekend, waardoor nu de bouw in principe had kunnen starten. Het GRUP en de milieuvergunning werden echter nog bestreden, en tegenstanders lieten weten dit ook te doen voor de bouwvergunning. In mei 2017 adviseerde de auditeur van de Raad van State om het GRUP van 22 januari 2016 te vernietigen. In december 2017 werd het GRUP ook effectief vernietigd.

### Vernietiging bouwvergunning
In navolging van de vernietiging van het GRUP door de Raad van State vernietigde de Vlaamse Raad voor Vergunningsbetwistingen ook de stedenbouwkundige vergunning in oktober 2018. De milieuorganisaties Greenpeace, Bond Beter Leefmilieu en Bral reageerden tevreden en spraken over de "definitieve doodsteek" voor het project. Uplace liet weten dat de vernietiging "niet als een verrassing kwam" na het arrest van de Raad van State, en dat ze bereid bleven "om een trekkersrol op te nemen voor de sociaaleconomische herontwikkeling van de oude Machelse industrieterreinen".

### Voorstanders en tegenstanders
Het project kent grote tegenstand. De provincie Vlaams-Brabant vreest mobiliteitsproblemen en een verloedering van de winkelmogelijkheden in Vilvoorde, Mechelen en Leuven. Werkgeversorganisatie Unizo, de steden Vilvoorde, Grimbergen en Leuven en enkele milieuorganisaties waaronder BRAL tekenden bij de Raad van State beroep aan tegen het project. Unizo-topman Karel Van Eetvelt omschreef de steun van de Vlaamse regering als "dom, kortzichtig en hypocriet".
Op Vlaams niveau wordt het project bestreden door de politieke partij Groen. Sp.a keurde het project aanvankelijk goed in de regering-Peeters I, maar in de regering-Peeters II groeide de weerstand.
Het gemeentebestuur van Machelen, met lokale afdelingen van de politieke partijen Vooruit, Groen, Open VLD en CD&V, blijft een voorstander van het project. Ook VOKA steunt het project.

### Concurrerende projecten
Tegelijk zijn andere projecten in de buurt, op Brussels grondgebied, gepland. Zo is het winkelcentrum Docks Bruxsel (vroeger "Just Under The Sky") aan de Van Praetbrug reeds in bedrijf, en een handelswijk als deel van het NEO-project op de Heizel is gepland.

## Galerij

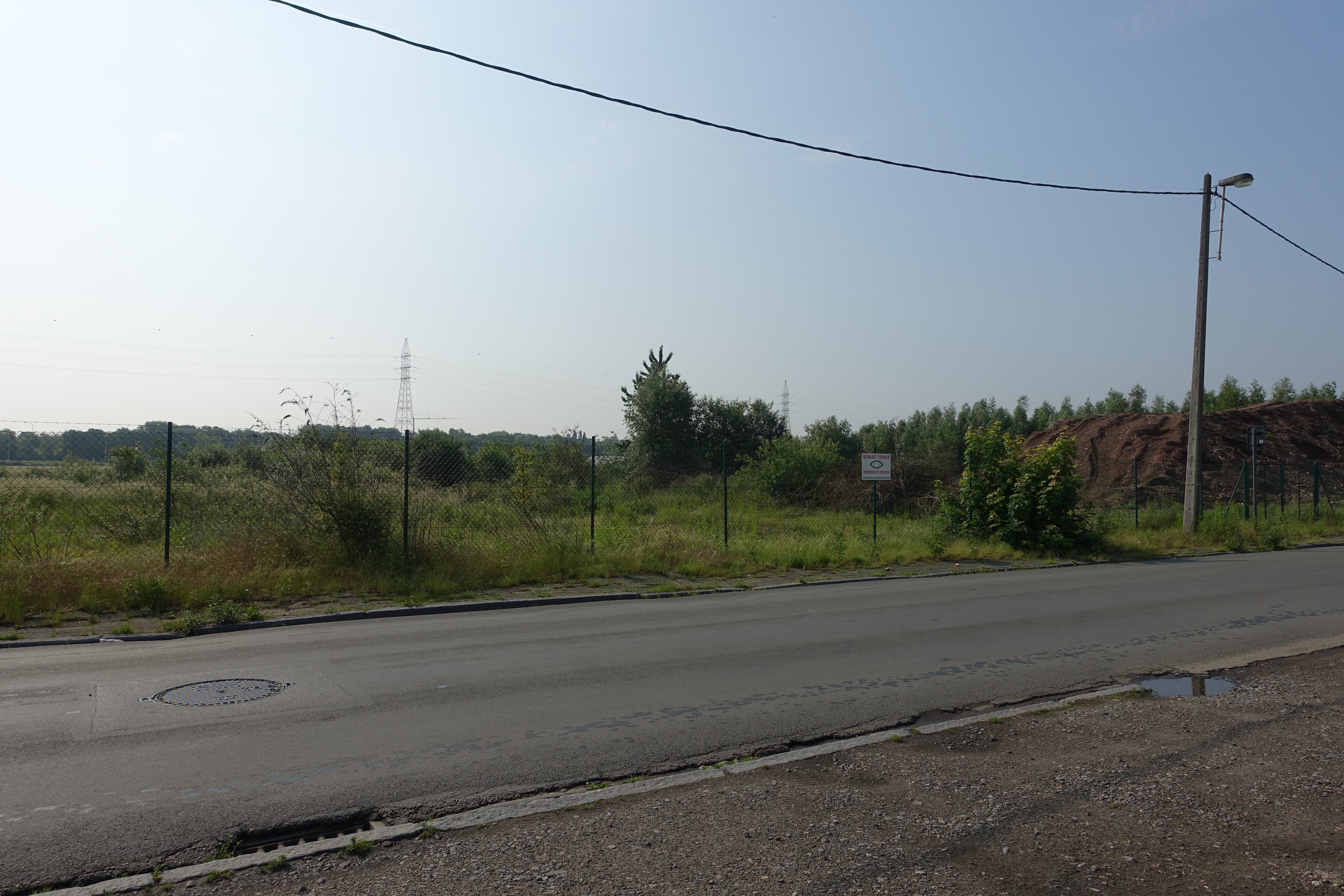
Het onbebouwde terrein van Uplace in 2016
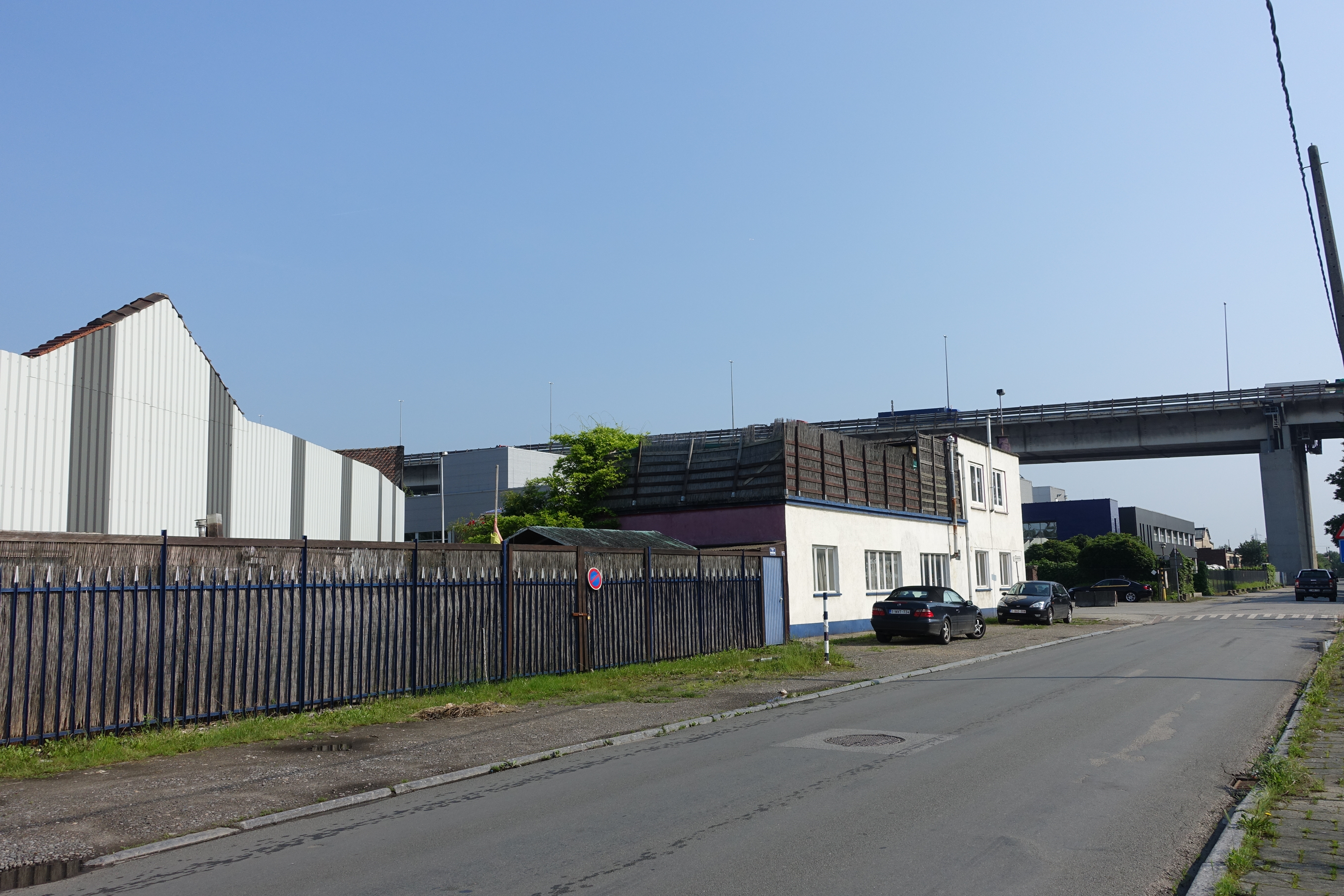
Zicht op het viaduct van Vilvoorde in de achtergrond. Centraal een woning in het industriegebied. Uplace zou rechts van de straat op de voorgrond komen.
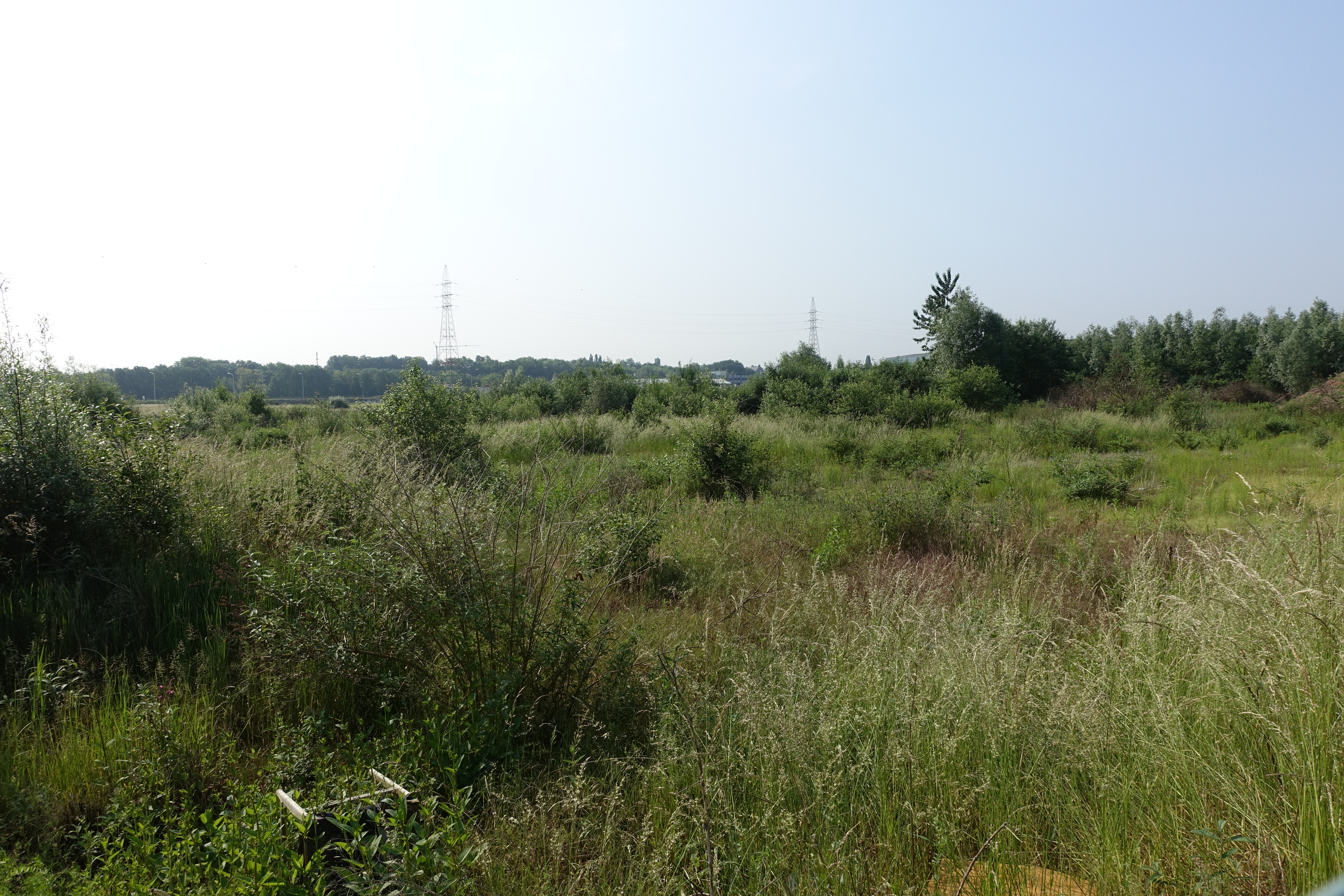
Vegetatie op het terrein van Uplace in juni 2016
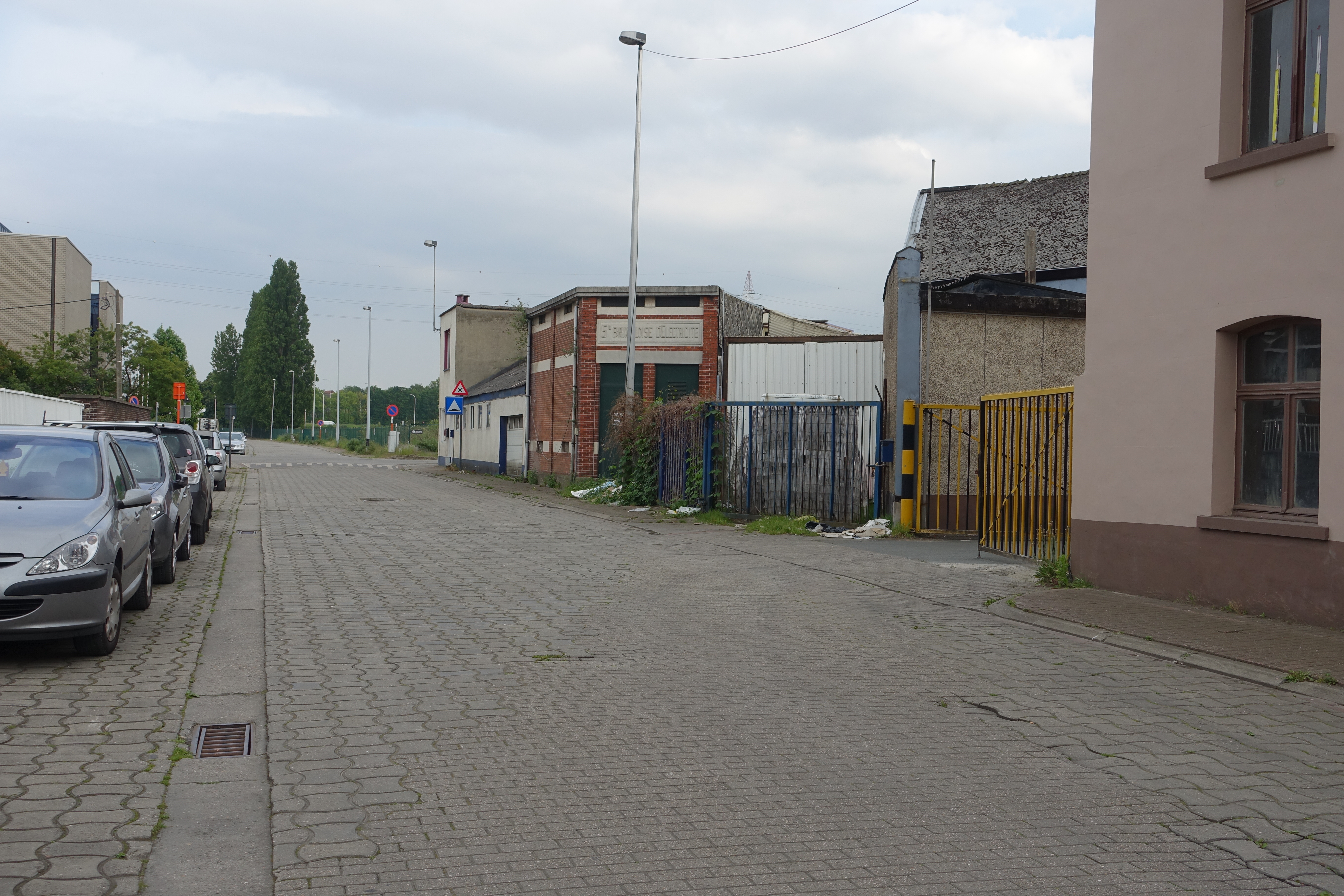
Uplace zou rechts achter het kruispunt komen (Nieuwbrugstraat)
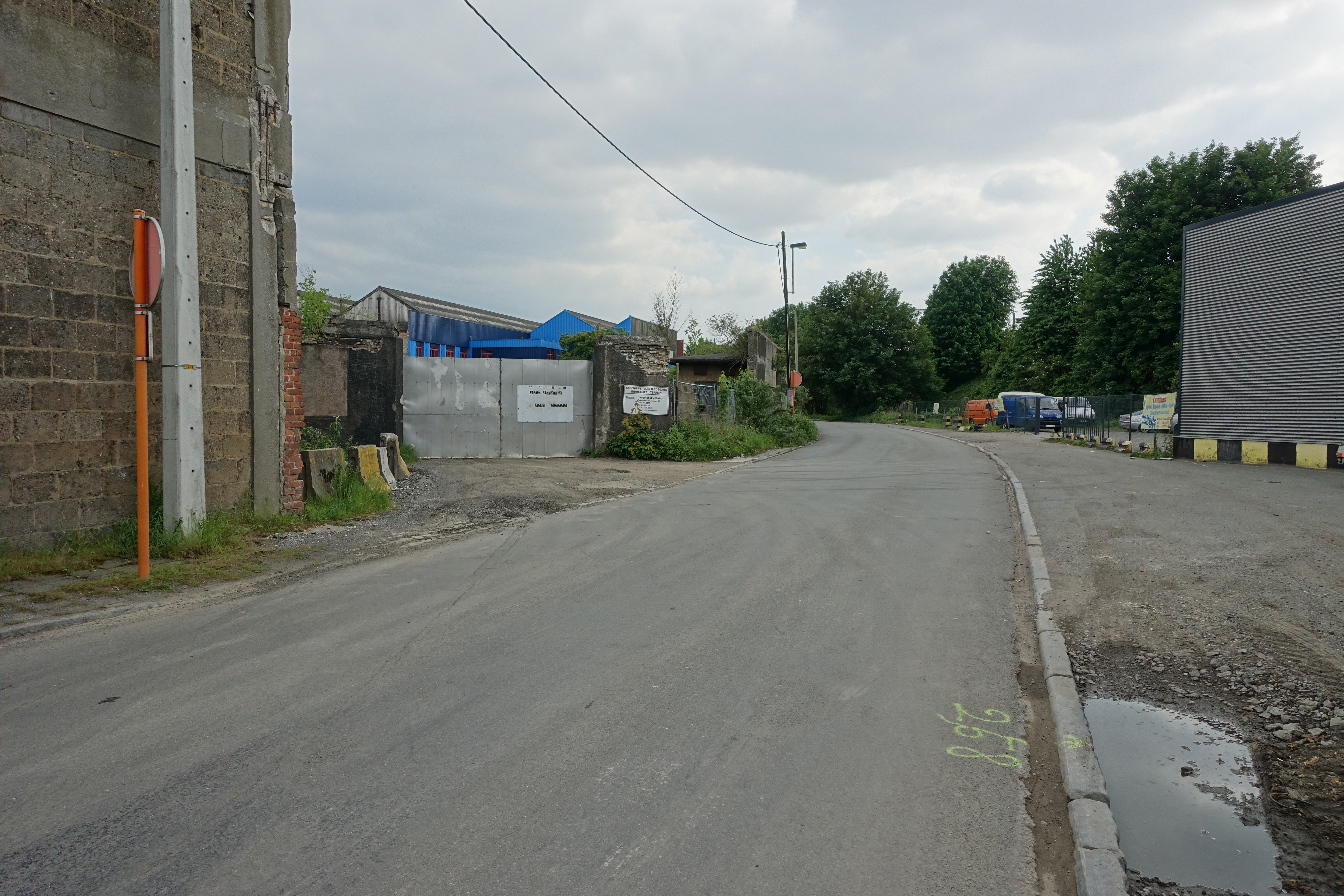
Industriële opslagplaats (links van de straat) op het terrein waar Uplace moet verschijnen (2016). Oude CFI-spoortoegang is nog zichtbaar in het wegdek.

## Broeklin
In april 2020 maakte projectontwikkelaar Uplace bekend dat het afscheid nam van de plannen van het voormalige belevingscomplex in Machelen. Die bocht kwam er nadat professor urbanisatie Alexander D'Hooghe in opdracht van de gemeente Machelen een masterstudie had uitgewerkt voor de Noordelijke Kanaalzone van Brussel. In zijn studie vond D'Hooghe ook een draagvlak voor een toekomstige innovatieve werkwinkelwijk op de Uplace-site in Machelen, voortaan de Broeksite genoemd. Het stadsproject beweert in te zetten op circulariteit, maakindustrie, cultuur, opleiding en maakwinkels. Tevens voorziet D'Hooghe ook de aanleg van een groot nieuw park onder het viaduct van Vilvoorde, op een kwart van de Broeksite.
Zowel maatschappelijke actoren als UNIZO, Bond Beter Leefmilieu en VOKA als lokale en regionale besturen steunen het nieuwe project. VUB-professor dr. Elvira Haezendonck berekende dat Broeklin 3200 directe netto jobs zal opleveren, in een gebied waar de werkloosheid hoger ligt dan het Vlaamse gemiddelde. De non-profitorganisatie A Seat At The Table van Youssef Kobo engageert zich om een ASATT Academy op te richten, om de jobs in Broeklin ook specifiek te matchen met de aanwezige profielen in de Brusselse Noordrand.
Op basis van een eerste openbaar onderzoek, waarbij adviezen en inspraakreacties verzameld werden, ging projectontwikkelaar Uplace over tot een aanpassing van de plannen. Zo werd het aantal parkeerplaatsen gereduceerd en het concept van de maakwinkels verankerd om concurrentie met de binnenstad te vermijden.

### Omgevingsvergunning
De Vlaamse regering kende op 24 maart 2021 een omgevingsvergunning toe aan Broeklin. De kabinetten van Vlaams ministers Zuhal Demir en Hilde Crevits legden de projectontwikkelaar wel voorwaarden op, onder meer op vlak van mobiliteit en maakwinkels. Die voorwaarden zijn voor voormalig Uplace-tegenstander Stad Leuven voldoende om het project niet langer juridisch aan te vechten. Vilvoorde deed dat wel opnieuw op basis van mobilitiet en milieuoverwegingen.

#### Vernietiging
De Raad voor Vergunningsbetwistingen vernietigde in december 2022 de omgevingsvergunning voor Broeklin omdat de impact van de stikstofdepositie op het beschermde natuurgebied Valleigebied tussen Melsbroek, Kampenhout, Kortenberg en Veltem onvoldoende werd onderzocht, dit terwijl terwijl het Floordambos, als onderdeel daarvan, al lijdt onder een te hoge stikstofdepositie. Het studiegebied voor de impactberekening werd bijvoorbeeld beperkt tot een perimeter van 1 km, terwijl het overbelaste Floordambos op 2,7 km afstand ligt.

#### Goedkeuring
In september 2024 kreeg de werkwinkelwijk Broeklin een definitieve omgevingsvergunning.